# Péter Pázmány

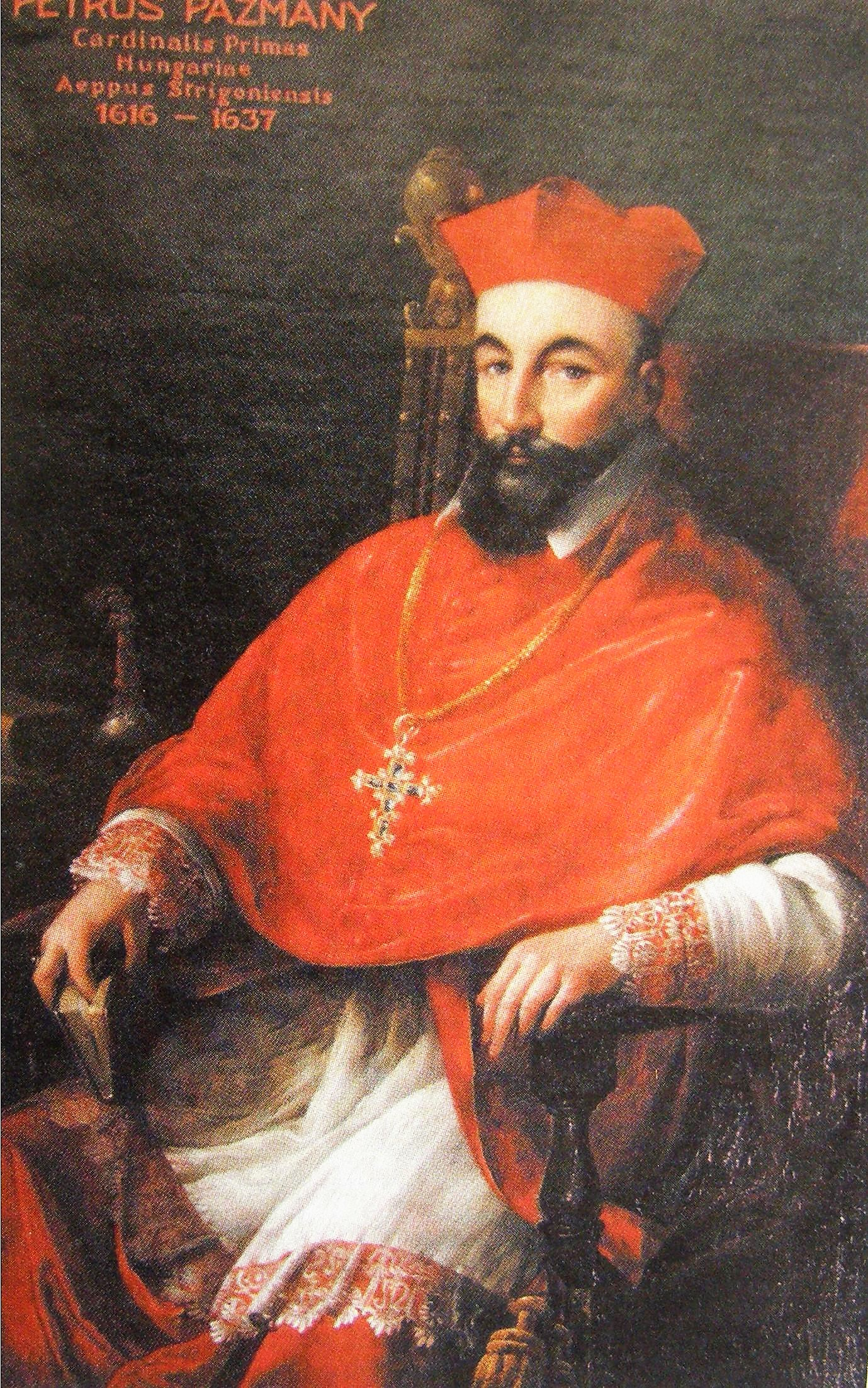
Kardinal-Primas Péter Pázmány

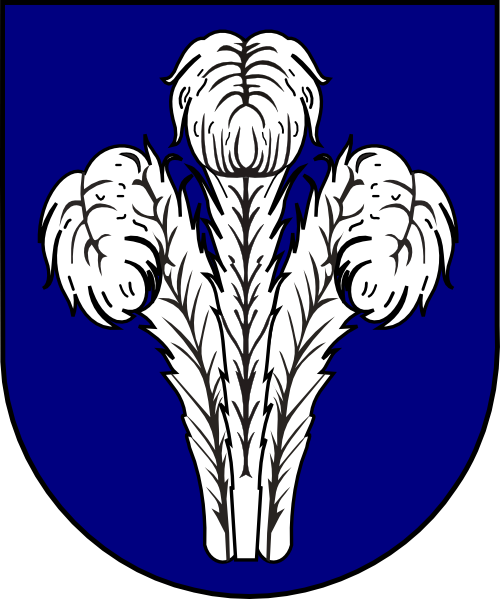
Wappenschild des Kardinals

Péter Pázmány de Panasz [ˈpeːtɛr ˈpaːzmaːɲ] (lateinisch Petrus Pazmanus, deutsch auch Peter Pazman, slowakisch Peter Pázmaň; * 4. Oktober 1570 in Oradea (deutsch Großwardein, ungarisch Nagyvárad), Siebenbürgen; † 19. März 1637 in Preßburg (ungarisch Pozsony), Königliches Ungarn) war ein ungarischer katholischer Theologe und Philosoph. Der in einer calvinistischen Familie in Siebenbürgen geborene Konvertit wurde zunächst Jesuit, später Erzbischof von Gran, Primas von Ungarn und Kardinal. Pázmány war die Hauptfigur der Gegenreformation im königlichen Ungarn seiner Zeit, weitgehend in Oberungarn.

## Leben
Péter Pázmány, Sohn calvinistischer Eltern, nahm unter dem Einfluss seiner katholischen Stiefmutter und des Jesuiten István Szántó 1583 den katholischen Glauben an und trat in das Jesuitenkolleg zu Cluj (deutsch Klausenburg, ungarisch Kolozsvár) ein. 1583 trat er in die Gesellschaft Jesu ein. Während des Noviziats war er in Krakau und Wien, wo er an der Philosophischen Fakultät studierte, und 1593–1597 studierte er Theologie in Rom. In Rom wurde er auch Priester und Doktor der Theologie. Er lernte dort auch Robert Bellarmin kennen, den berühmten „Bekämpfer“ von Giordano Bruno. Pázmánys Ansichten und Rekatholisierungsbemühungen entstanden in dieser Zeit.
Nach seinem Studium kam er auf Berufung Erzherzog Karls nach Graz. Dort wurde er vorerst von 1597 bis 1601 Professor für Philosophie (er unterrichtete Logik, Ethik und Naturwissenschaften), später auch für Theologie (1603–06). Einer seiner Theologiestudenten in Graz war der hl. Marko von Križevci. 1601 wurde er als Missionsprediger in seine Heimat geschickt, wo er in Šaľa, später in Košice (deutsch Kaschau, ungarisch Kassa) tätig war. 1607–1616 war er in Diensten Ferenc Forgáchs, des Erzbischofs von Esztergom (deutsch Gran). Auf dessen Initiative hin wurde Pázmány vom Ordensgelübde der Jesuiten befreit und am 25. April 1616 vom Papst zum Propst der Turz ernannt. Da Forgách noch im selben Jahr starb, wurde Pázmány 1616 zum Erzbischof von Gran und Fürstprimas von Ungarn ernannt. Zudem erhielt Pázmány im Konsistorium vom 19. November 1629 durch Papst Urban VIII. die Kardinalswürde.
Er starb am 19. März 1637 in Pressburg und wurde dort im Martinsdom begraben.
Das Grab von Peter Pázmány wurde am 12. September 1859 bei Sanierungsarbeiten am Pressburger Dom durch den katholischen Priester Ferdinand Knauz wiederentdeckt. Seine sterblichen Überreste waren sehr gut erhalten, selbst sein Haar unter dem Jesuitenhut und das Barthaar waren noch vorhanden. Gekleidet war er in eine rote Soutane mit einfachen Lederschuhen an den Füßen.

## Wirken

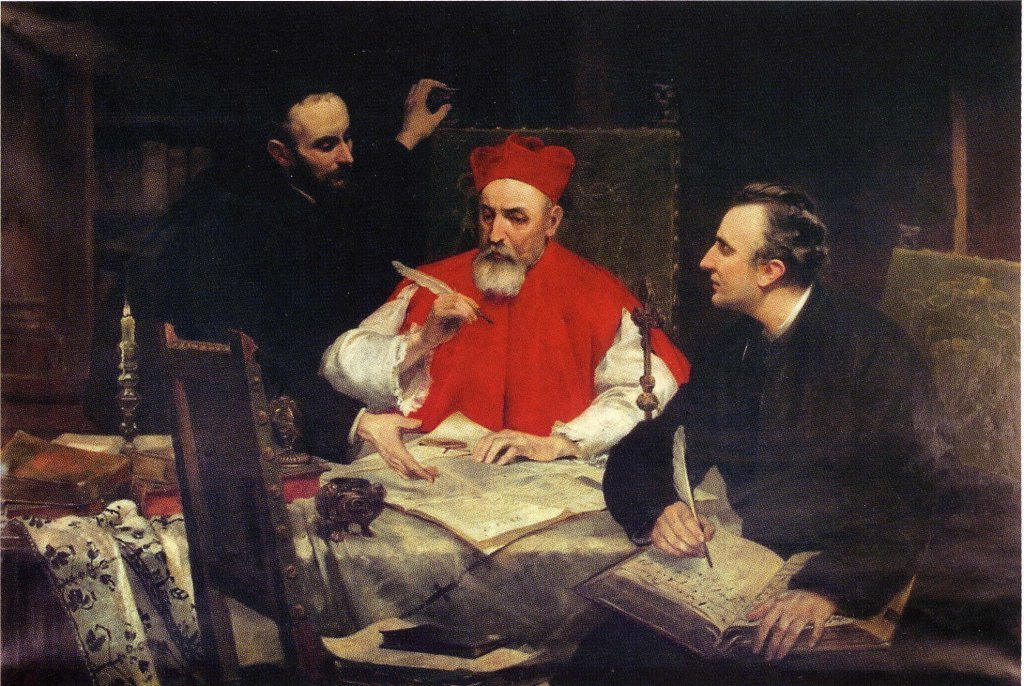
Jesuit und Kardinal Péter Pázmány
Unermüdlich schrieb er Briefe und Bücher, sowohl allein als auch mit seinen Assistenten, und bewies die Richtigkeit des katholischen Glaubens im Vergleich mit den protestantischen Lehren

Péter Pázmány war der bedeutendste Vertreter der katholischen Restauration im königlichen Ungarn. Sein Gegenspieler war der Protestant István Magyari, der alles Unheil im Königlichen Ungarn als eine Gottesstrafe für den „katholischen Götzendienst“ im Lande sah.
1619 gründete Pázmány in Trnava eine Erziehungsanstalt für Katholiken, 1623 in Wien das Pazmaneum, das im Jahr 1761 vorübergehend nach Trnava verlegt wurde, und in Trnava das Adalbertinum als Priesterseminar. In Pressburg gründete er für die Jesuiten eine theologische Schule mit Studentenheim und in Nové Zámky (Neuhäusl) und Kremnica (Kremnitz) Klöster für die Franziskaner. 1635 gründete er in Tyrnau/Trnava/Nagyszombat eine wichtige Universität, die 1777 nach Budapest verlegt wurde: die Eötvös-Loránd-Universität und die Katholische Péter-Pázmány-Universität.
Pázmány gilt als der Begründer der ungarischsprachigen Barockliteratur. Er verfasste mehrere Kampfschriften gegen die Ideen der Calvinisten, die er gut kannte, aber auch viele Predigten und katechetische Schriften. Er beschäftigte sich zudem mit der Übersetzung lateinischer Religions- und Gebetbücher; unter anderem übertrug er Die Nachfolge Christi ins Ungarische. In seinen in bildhafter, kraftvoller Sprache verfassten Werken stellt er die Herrlichkeit Gottes der menschlichen Unvollkommenheit gegenüber und mahnt zur Demut. Die wichtigste seiner Schriften ist der Isteni igazságra vezérlő kalauz („Wegweiser zur göttlichen Wahrheit“).

## Ehrungen
1992 wurde in Budapest die Katholische Universität reaktiviert, die Péter Pázmánys Namen trägt. Das von ihm gegründete Priesterseminar Pazmaneum im Wiener Bezirk Alsergrund fungiert als Studien- und Gästehaus des Erzbistums Esztergom-Budapest. Im Wiener Bezirk Leopoldstadt ist die Pazmanitengasse nach den Seminaristen des Pazmaneum („Pazmaniten“) benannt.

## Wichtigste Schriften
- Felelet az Magyari István sárvári prédikátornak az ország romlása okairul írt könyvére (Antwort auf das Buch des Sárvárer Predigers István Magyari über die Gründe der Verderbnis des Landes, 1603)
- Az mostan támat uy tudomaniok hamissaganak, tiiz nilvan valo bizonisaga: Es reovid intes a teoreok birodalomrul, es vallasrul (Zehn offensichtliche Beweise für die Falschheit der kürzlich aufgekommenen neuen Wissenschaften: Und kurze Mahnung über das Reich der Türken und ihre Religion, 1605)
- Keresztyéni imádságos könyv (Christliches Gebetbuch, 1606)
- Alvinci Péter uramhoz írt öt szép levél (Fünf schöne Briefe an Herrn Péter Alvinci, 1609)
- Isteni igazságra vezérlő kalauz (Wegweiser zur göttlichen Wahrheit, 1613, 1623, 1637)
- Vasárnapokra és egynéhány ünnepekre rendelt evangéliumokról prédikációk (Predigten über die Evangelien der Sonntage und mancher Feiertage, 1636)

Sammelausgaben:
- Grazer philosophische Disputationen von Péter Pázmány, ed. Paul Richard Blum and Emil Hargittay, Piliscsaba (Katholische Péter-Pázmány-Universität) 2003.
- Pázmány Péter és kora [P. P. und seine Zeit], ed. Emil Hargittay, Piliscsaba (Pázmány Péter Katolikus Egyetem) 2001.